# Boye Magens
Johan Boye Junge Magens (født 23. september 1748 i København, død 6. juni 1814 sammesteds) var en dansk klassicistisk arkitekt og hofbygmester.

## Uddannelse
Magens forældre var tømrermester Johan Magens og Magdalene Wisse (Weiss). Magens kom på Kunstakademiet, blev elev af C.F. Harsdorff og vandt den lille sølvmedalje 1766 og lille guldmedalje 1767 samt store guldmedalje 1769. Han arbejdede fra 1767 på Harsdorffs tegnestue. 1780-82 var han på sit rejsestipendium i Tyskland, Frankrig og Italien. Han blev ved hjemkomsten agreeret ved Akademiet 1782, medlem 1783, titulær professor 1793 (gældende fra 1791) og justitsråd 1799.

## Karriere
Magens var bygningskonduktør under Overbygningsdirektionen 1771-77, kongelig bygningsinspektør 1782, hofbygmester 1789 og Søetatens bygmester samme år. Samtidig blev han professor i perspektiv ved Akademiet 1799, Akademiets kasserer 1791, 1795, 1808 og 1813, hver gang for en toårig periode, og dets revisor 1803, 1805, 1807, 1810 og 1811. Han udstillede på Salonen i Paris 1794.
Magens var en af Harsdorffs betydeligste elever, men fik aldrig opgaver, hvor han kunne udfolde sit talent fuldstændigt. Han måtte ofte se sig overskygget af Peter Meyn, der fik de bedste opgaver.
I sin egenskab af kongelig bygningsinspektør ledede han en række mindre ombygninger af Civiletatens Materialgård, Prinsens Palæ, Odense Slot, Eremitageslottet og de kongelige præsteboliger, men størst betydning havde han som Søetatens bygmester. Derimod kom han ikke i nævneværdig grad til at præge nybyggeriet i København efter branden i 1795 og bombardementet i 1807. Hans bygninger udmærker sig ved en nøgtern klassicisme renset for ornamenter. Han huskes også for sin rolle i skabelsen af Frihedsstøtten, selvom han formentlig ikke var hovedmanden bag monumentets udformning.

## Personlighed
Som menneske var Magens nok en besværlig person. Han passede ikke sin undervisning på Akademiet, som han måtte trues til at gennemføre, og han havde et voldsomt temperament.
Han blev gift 12. januar 1812 i København med Clara Holst (1. oktober 1756 sammesteds – 13. april 1834 på Frederiksberg), datter af brændevinsbrænder, rodemester, senere stadskaptajn Jens Peter(sen) Holst og Cathrine Handrup. Ægteskabet blev opløst. 
Han er begravet på Holmens Kirkegård, hvor Nicolai Dajon har udført gravmonumentet.

## Værker
- Konduktør under Harsdorff ved ombygningen af ottekanten på Fredensborg Slot (1774-76, fredet)
- Projekt til en Orangeribygning (forevist Kunstakademiet 1775)
- Opstalt og plan af en saa kaldet Belvedere, som kunne anbringes ved Søe Kanten udi en smuk Egn nær ved Sundet (forevist Akademiet 1777)
- Projekt til en realskole (1783, medlemsstykke, Kunstakademiet)
- Forbindelsesfløj mellem fattig- og sygebygningen på Søkvæsthuset (1789, fredet)
- Æresport i Størrestræde (1790, tegning i Københavns Museum, stik herefter af Peder Friis)
- Medarbejder på Frihedsstøttens konstruktion efter Nicolai Abildgaards anvisninger (1792-97, sammen med Peder Friis, model udstillet på Salonen 1794, fredet)
- Øresundshospitalet i Helsingør (1794-96, nu stærkt ombygget, fredet, fredning ophævet 2015[3])
- Bygning på hjørnet af Gammel Kongevej/ Værnedamsvej, Frederiksberg (1796, nedrevet)
- Restaurering af Eremitageslottet (1798-1800)
- Projekt til Christiansborg Slots genopførelse (1800)
- Magasinbygning, Bodendachhuset på Frederiksholm (1801, fredet)
- Ombygning af Brockdorffs Palæ på Amalienborg (1801)
- Ombygning af det gamle Takkellageskur på Nyholm til kontorbygning (1801)
- Officershuse i Nyboder, København (1801, 1803, 1807, fredet)
- Søetatens Hospital i Nyboder, København (1805-06, nedrevet 1900)